# Honda CB 1100
La Honda CB 1100 è un motociclo prodotto dalla casa motociclistica giapponese Honda dal 2010.

## Descrizione
La CB 1100 è una naked della famiglia CB, dotata di un propulsore da 1140 cm³ a quattro cilindri raffreddata ad aria e olio. È stata introdotta nel 2010 come un successore spirituale dell'originale Honda CB 750, in Giappone, Australia e Nuova Zelanda; successivamente è stata esposta in Europa e negli Stati Uniti nel 2013. 
Il modello ha subito un aggiornamento nel 2014, ottenendo un cambio a sei marce e nuovi indicatori di direzione. Contemporaneamente Honda ha anche introdotti una versione più accessoriata denominata CB1100 Deluxe. Nel 2017 la moto ha subito un più incisivo aggiornamento con introduzione di nuovi luci a LED anteriori e posteriori, un nuovo scarico più leggero, un serbatoio del carburante in alluminio stampato e l'aggiunta di una frizione antisaltellamento.

### Honda CB1100 EX
Introdotto nel 2014 il modello Deluxe ha una trasmissione a 6 marce, serbatoio del carburante più grande, scarico differente, ABS, sella modificata, ruote a raggi e altri dettagli. In Nord America questo modello è venduto CB1100 DLX. A partire dal 2014 è disponibile anche in Giappone e in Europa.

### CB1100 RS
Nel 2017 arriva una versione più sportiveggiante chiamata CB1100 RS. Questo modello adotta luci a LED, un motore leggermente rivisto, cerchi in alluminio da 17 pollici, passo più corto di 5 mm, pinze dei freni radiali Tokico, configurazione delle sospensioni più sportiva con forcella Showa da 43 mm  e pneumatici più sportivi.